# Свободненский вагоноремонтный завод
Свобо́дненский вагоноремо́нтный заво́д (СВРЗ) — крупнейшее предприятие в регионе от Байкала до Тихого океана, которое производит деповской и капитальный ремонт всех типов четырёхосных грузовых вагонов, расположено в городе Свободный, Амурской области.

## История завода
В 1933 году для обеспечения потребности Уссурийской железной дороги в исправном подвижном составе на станции Михайло-Чесноковская на базе Центральных механических мастерских, существовавших с 1918 года, создан Михайло-Чесноковский вагоноремонтный завод, который в 1960 году переименован в Свободненский ВРЗ. До 01.10.2003 ВРЗ входил в состав Министерства Путей Сообщения РФ, с 01.10.03 начало свою деятельность Федеральное государственное унитарное предприятие «Свободненский вагоноремонтный завод», а с 2005 года — Открытое Акционерное Общество «Свободненский вагоноремонтный завод», учредителем которого выступила Российская Федерация в лице Федерального агентства по управлению федеральным имуществом. В 2009 году одним из собственником акций ОАО «СВРЗ» стало ООО «Трансвагонмаш».
Во время Великой Отечественной войны выпускал огнемёты.
В настоящее время завод ремонтирует полувагоны, изготавливает колёсные пары.

## Услуги
- Деповской и капитальный ремонт
  - Полувагон
  - Крытый вагон
  - Платформа
  - Цистерна 4-х осная
  - Экипажная часть цистерн
  - Вагон-хоппер
  - Думпкар
- Текущий ремонт грузовых вагонов